# چایم (شرکت)

لوگو شرکت چایم

شرکت مالی چایم (به انگلیسی: Chime Financial, Inc) یک شرکت فین‌تک مستقر در سانفرانسیسکو است که با بانک‌های منطقه‌ای برای ارائه برخی خدمات همراه‌بانک بدون کارمزد شراکت می‌کند. این شرکت دسترسی سریع به چک‌های حقوق، مانده حساب‌های منفی بدون کارمزد،  حساب‌های پس‌انداز با بازده بالا،  پرداخت‌های همتا به همتا،  و یک کارت اعتباری تضمین‌شده بدون بهره را ارائه می‌دهد. Chime بیشتر درآمد خود را از جمع آوری هزینه‌های مبادله‌ای در تراکنش‌های کارت نقدی به دست می‌آورد.
Chime یک بانک نیست و مشتریان آن با بانک‌های آن ارتباط مشتری ندارند.